# Castillo del Campo de la Bota
El castillo del Campo de la Bota (en catalán: castell del Camp de la Bota), también llamado castillo de las Cuatro Torres, fue un edificio militar construido en el año 1858 en el barrio del Campo de la Bota, en el límite del municipio de Barcelona con San Adrián de Besós (Barcelona) 

## Historia
Realizado por Juan Zapatero, capitán general de Cataluña. Se convirtió en la sede de la Escuela Práctica de Artillería hasta el inicio de la Segunda República Española. El terreno antes ya había sido utilizado por tropas napoleónicas a principios del siglo XIX como campo de prácticas de tiro, su nombre por lo tanto parece provenir del francés butte (en castellano: campo de tiro).
Al principio de la guerra civil española el castillo se utilizó como lugar de fusilamientos de militares sublevados. Tras la victoria de las tropas franquistas se transformó en una cárcel donde, hasta el año 1952, se fusiló a unas 1700 personas, pertenecientes al bando republicano durante la guerra y opositores a la dictadura franquista.
En la década de 1950 el ejército abandonó el castillo, que a continuación fue ocupado por vecinos de los barrios de Pequín y Parapeto e inmigrantes recién llegados a Barcelona. Hoy en día en el terreno donde estaba el castillo hay un monolito en recuerdo de los fusilados justo al lado del Edificio Fórum, al final de la avenida Diagonal.